# Sexuelle Übergriffe bei Musikfestivals in Schweden
Sexuelle Übergriffe bei Musikfestivals in Schweden erregten 2016 durch ihre Ähnlichkeit zu den sexuellen Übergriffe in der Silvesternacht 2015/16 mediale Aufmerksamkeit in europäischen und internationalen Medien. Daraufhin wurden im Verlauf des Jahres auch Vorkommnisse in den Jahren 2014 und 2015 publik.

## 2014 und 2015
Nach dem fünftägigen Festival im Kungsträdgården in der Stockholmer Innenstadt hatte die Polizei lediglich mitgeteilt, es habe „angesichts der vielen Teilnehmer relativ wenige Delikte und Festnahmen gegeben“. Anfang 2016 räumte die schwedische Polizei ein, mehrere sexuelle Übergriffe durch mutmaßlich ausländische junge Männer bei Musikfestivals heruntergespielt zu haben. Bei Musikfestivals in Stockholm hatte es im August 2014 und 2015 38 Anzeigen wegen sexueller Übergriffe gegeben, zwei Vergewaltigungen wurden angezeigt. Unter Verdacht stand eine Gruppe von rund 50 jungen Asylbewerbern aus Afghanistan, wegen der großen Menschendichte waren die Ermittlungen schwierig und wurden eingestellt. Ministerpräsident Stefan Löfven sprach von einem „doppelten Betrug“ an den Frauen. Die Übergriffe seien zum einen nicht angemessen verfolgt worden, zum anderen habe die Polizei über diese Problematik keine Aufklärungsarbeit geleistet.

## 2016
Am 2. und 3. Juli 2016 fanden in Norrköping das „Bråvalla“ und in Karlstad das kostenlose „Putte I Parken“-Festival statt. Für beide Veranstaltungen wurden zusammen mehr als 40 sexuelle Übergriffe gemeldet. Beim „Putte I Parken“-Festival waren es laut Polizei 35 Personen, die sexuelle Übergriffe meldeten. Das jüngste Opfer soll 12 Jahre alt gewesen sein. Auf dem Bråvalla-Festival wurden fünf Vergewaltigungen angezeigt, insgesamt 12 Fälle sexuellen Missbrauchs. Zudem soll es auf dem Säljeryds-Festival zu einer Vergewaltigung einer 19-Jährigen gekommen sein. Der „Telegraph“ berichtete von Migranten, die für die Übergriffe auf dem „Putte I Parken“-Festival verantwortlich seien.
Organisatoren und Polizei gerieten in die Kritik, nicht genügend für den Schutz der Frauen getan zu haben. Die Band Mumford & Sons äußerte sich zu den Vorfällen beim Bråvalla-Festival und kündigte an, man werde „nicht noch einmal bei diesem Festival spielen, bis die Polizei und die Veranstalter etwas gegen die abscheulich hohe Rate sexueller Gewalt getan hat“.
Die schwedische Polizei startete eine Kampagne gegen „Grapschen“. Hauptaktion dieser Kampagne ist es, auf Festivals Armbänder mit dem Aufdruck „nicht belästigen“ auszugeben. Auf Twitter wurde der Hashtag „#tafsainte“ (nicht betatschen) verbreitet.

## 2017
Auch 2017 kam es im Rahmen des Bråvalla-Festivals zu mindestens fünf sexuellen Übergriffen, von denen drei als Vergewaltigung angezeigt wurden, zudem wurden 23 Anzeigen wegen sexueller Belästigung erstattet. Eine 15-Jährige soll noch während eines Konzertes in der Menschenmenge misshandelt worden sein. Der Veranstalter erklärte daraufhin, das Festival wegen der Übergriffe im Folgejahr ausfallen zu lassen.